# Szew klinowo-czołowy
Szew klinowo-czołowy (łac. sutura sphenofrontalis) – szew czaszki łączący kość klinową z kością czołową.
U człowieka szew klinowo-czołowy przebiega na kilku płaszczyznach. Na powierzchni wewnętrznej podstawy czaszki, w dole przednim czaszki, łączy brzeg tylny części oczodołowej kości czołowej z brzegami przednimi skrzydeł mniejszych kości klinowej. Na bocznej ścianie części mózgowej czaszki brzeg boczny powierzchni skroniowej łuski czołowej kości czołowej łączy się z brzegiem czołowym skrzydła większego kości klinowej. To miejsce czaszki, będące połączeniem trzech lub czterech kości: czołowej, klinowej, skroniowej i ciemieniowej, stanowi punkt kraniometryczny nazywany pterion. W życiu płodowym i niemowlęcym znajduje się tu ciemiączko przednio-boczne (ciemiączko klinowe), zamykające się zwykle w ciągu pierwszego roku życia. Ostatnia część szwu klinowo-czołowego leży w obrębie oczodołu, przebiegając poziomo na granicy ściany górnej (stropu oczodołu) i przyśrodkowej oczodołu i łącząc słabo zazębiony brzeg tylny części oczodołowej kości czołowej, w środkowej części ze skrzydłem mniejszym kości klinowej, bocznie z brzegiem czołowym skrzydła większego kości klinowej.